# Les Hauts-d'Anjou
Les Hauts-d'Anjou es una comuna nueva francesa situada en el departamento de Maine y Loira, de la región de Países del Loira.

## Historia
Fue creada el 15 de diciembre de 2016, en aplicación de una resolución del prefecto de Maine y Loira de 28 de octubre de 2016 con la unión de las comunas de Brissarthe, Champigné, Cherré, Contigné, Marigné, Querré y Sœurdres, pasando a estar el ayuntamiento en la antigua comuna de Champigné.
El 1 de enero de 2019 absorbió la comuna de Châteauneuf-sur-Sarthe, pasando a estar el ayuntamiento en esta comuna.

## Demografía
Según los datos aportados en la última resolución del prefecto de Maine y Loira, la comuna pasa a tener 8927 habitantes.

## Composición
| Comuna fusionada       | Código INSEE | Población (2014) | Superficie (km²) | Densidad (hab./km²) |
| ---------------------- | ------------ | ---------------- | ---------------- | ------------------- |
| Brissarthe             | 49051        | 624              | 16.99            | 37                  |
| Champigné              | 49065        | 2121             | 22.70            | 93                  |
| Châteauneuf-sur-Sarthe | 49080        | 3137             | 14.39            | 218                 |
| Cherré                 | 49096        | 544              | 13.91            | 39                  |
| Contigné               | 49105        | 766              | 23.31            | 33                  |
| Marigné                | 49189        | 697              | 24.41            | 29                  |
| Querré                 | 49254        | 333              | 12.41            | 27                  |
| Sœurdres               | 49335        | 390              | 15.24            | 26                  |